# Челутай (24 км)
Челута́й (24 км) — посёлок в Заиграевском районе Бурятии. Административный центр сельского поселения «Тамахтайское».

## География
Расположен на левом берегу реки Челутай (бур. Шулуута — «каменистая») в 35 км к югу от районного центра — пгт Заиграево, на автодороге местного значения Новая Брянь — Шабур — Кусоты. К востоку от посёлка, по правому берегу Челутая, проходит железнодорожная линия Челутай — Тугнуй, по которой осуществляются поставки угля от Тугнуйского угольного разреза. В 2 км северо-восточнее Челутая (24 км) находится грузовая станция Карьерная, связанная с известковым карьером на правом берегу.

## История
Основан в начале 1930-х годов как база Челутаевского леспромхоза. В 1935 году открыта начальная школа, с 1941 — семилетняя.

## Население
| 2002 | 2010  |
| ---- | ----- |
| 1147 | ↘1053 |

## Инфраструктура
Средняя общеобразовательная школа, детский сад, дом культуры, почтовое отделение, фельдшерско-акушерский пункт.

## Экономика
Лесозаготовки, деревообработка, производство извести.